# Вулька-Плебанська (Свентокшиське воєводство)
Вулька-Плебанська (пол. Wólka Plebańska) — село в Польщі, у гміні Стомпоркув Конецького повіту Свентокшиського воєводства.
Населення — 403 особи (2011).
У 1975-1998 роках село належало до Келецького воєводства.

## Демографія
Демографічна структура на день 31 березня 2011 року:
|          | Загалом | Допрацездатний вік | Працездатний вік | Постпрацездатний вік |
| -------- | ------- | ------------------ | ---------------- | -------------------- |
| Чоловіки | 208     | 48                 | 139              | 21                   |
| Жінки    | 195     | 29                 | 106              | 60                   |
| Разом    | 403     | 77                 | 245              | 81                   |